# Creole (мова розмітки)
Creole — це полегшена мова розмітки, яка націлена на об'єднання мов розмітки для вікі-проектів, дає можливість та спрощує передачу змісту між різним вікі-рушіями. Ідея створення мови народилась на одному з семінарів у рамках International Symposium on Wikis у 2006 році. Для мови Creole також був опублікований формальний опис РБНФ і XML-опис згідно зі стандартом EXI.